# Lega Pro 2016/2017
Soutěžní ročník Lega Pro 2016/17 byl 3. ročník třetí nejvyšší italské fotbalové ligy. Soutěž začala 27. srpna 2016 a skončila 7. května 2017. Účastnilo se jí celkem 60 týmů rozdělené do tří skupin po 20 klubech. Z každé skupiny postoupil vítěz přímo do druhé ligy. Čtvrtý klub postoupil přes play off.

## Skupina A
| Poř. | Tým                         | Z  | V  | R  | P  | VG | OG | B  |
| ---- | --------------------------- | -- | -- | -- | -- | -- | -- | -- |
| 1.   | US Cremonese                | 38 | 24 | 6  | 8  | 68 | 40 | 78 |
| 2.   | US Alessandria Calcio 1912  | 38 | 23 | 9  | 6  | 64 | 33 | 78 |
| 3.   | AS Livorno Calcio           | 38 | 19 | 12 | 7  | 51 | 30 | 69 |
| 4.   | US Arezzo                   | 38 | 18 | 11 | 9  | 50 | 38 | 65 |
| 5.   | AS Giana Erminio            | 38 | 17 | 12 | 9  | 56 | 43 | 63 |
| 6.   | Piacenza Calcio 1919        | 38 | 17 | 10 | 11 | 56 | 41 | 61 |
| 7.   | Calcio Como                 | 38 | 15 | 14 | 9  | 55 | 49 | 59 |
| 8.   | AS Viterbese Castrense      | 38 | 14 | 12 | 12 | 43 | 42 | 54 |
| 9.   | AS Lucchese Libertas 1905 1 | 38 | 13 | 14 | 11 | 47 | 39 | 51 |
| 10.  | AC Renate                   | 38 | 12 | 15 | 11 | 36 | 36 | 51 |
| 11.  | AS Pro Piacenza 1919        | 38 | 15 | 6  | 17 | 40 | 42 | 51 |
| 12.  | Robur Siena                 | 38 | 13 | 6  | 19 | 45 | 49 | 45 |
| 13.  | US Pistoiese 1921 2         | 38 | 10 | 14 | 14 | 42 | 43 | 43 |
| 14.  | US Città di Pontedera       | 38 | 9  | 16 | 13 | 38 | 50 | 43 |
| 15.  | Olbia Calcio 1905           | 38 | 12 | 6  | 20 | 43 | 59 | 42 |
| 16.  | Carrarese Calcio 1908       | 38 | 10 | 9  | 19 | 44 | 54 | 39 |
| 17.  | AC Prato                    | 38 | 11 | 6  | 21 | 35 | 59 | 39 |
| 18.  | Tuttocuoio                  | 38 | 9  | 11 | 18 | 37 | 53 | 38 |
| 19.  | Lupa Řím FC                 | 38 | 7  | 12 | 19 | 28 | 48 | 33 |
| 20.  | SS RC Řím                   | 38 | 7  | 9  | 22 | 38 | 68 | 30 |

Poznámky
- Z = Odehrané zápasy; V = Vítězství; R = Remízy; P = Prohry; VG = Vstřelené góly; OG = Obdržené góly; B = Body
- za výhru 3 body, za remízu 1 bod, za prohru 0 bodů.
- 1  AS Lucchese Libertas 1905 byly odečteny 2 body.
- 2  US Pistoiese 1921 byl odečten 1 bod.

|  | Přímý postup do Serie B 2017/18 |
|  | Play off                        |
|  | Play out                        |
|  | Přímý sestup do Serie D 2017/18 |

### Play out
Boj o udržení v Lega Pro.
Lupa Řím FC – Carrarese Calcio 1908 0:1, 1:1

AC Tuttocuoio 1957 San Miniato – AC Prato 2:2, 0:0
Sestup do Serie D 2017/18 měli kluby Lupa Řím FC a AC Tuttocuoio 1957 San Miniato.

## Skupina B
| Poř. | Tým                           | Z  | V  | R  | P  | VG | OG | B  |
| ---- | ----------------------------- | -- | -- | -- | -- | -- | -- | -- |
| 1.   | Benátky FC                    | 38 | 21 | 12 | 5  | 62 | 32 | 75 |
| 2.   | Parma Calcio 1913             | 38 | 19 | 14 | 5  | 61 | 37 | 71 |
| 3.   | Pordenone Calcio              | 38 | 18 | 11 | 9  | 53 | 31 | 65 |
| 4.   | Calcio Padova                 | 38 | 18 | 8  | 12 | 46 | 31 | 62 |
| 5.   | AC Reggiana 1919              | 38 | 16 | 11 | 11 | 44 | 35 | 59 |
| 6.   | AS Gubbio 1910                | 38 | 14 | 15 | 9  | 46 | 38 | 57 |
| 7.   | SS Sambenedettese 2           | 38 | 14 | 12 | 12 | 40 | 36 | 54 |
| 8.   | Feralpisalò                   | 38 | 13 | 11 | 14 | 45 | 58 | 50 |
| 9.   | UC AlbinoLeffe                | 38 | 12 | 12 | 14 | 41 | 41 | 48 |
| 10.  | Bassano Virtus 55 Soccer Team | 38 | 12 | 12 | 14 | 43 | 45 | 48 |
| 11.  | Santarcangelo Calcio 2        | 38 | 11 | 14 | 13 | 43 | 41 | 46 |
| 12.  | FC Südtirol                   | 38 | 9  | 17 | 12 | 47 | 46 | 44 |
| 13.  | SS Maceratese 1               | 38 | 11 | 11 | 16 | 45 | 62 | 44 |
| 14.  | Modena FC                     | 38 | 10 | 14 | 14 | 35 | 39 | 44 |
| 15.  | Mantova FC                    | 38 | 9  | 17 | 12 | 41 | 48 | 44 |
| 16.  | SS Teramo Calcio              | 38 | 10 | 13 | 15 | 46 | 51 | 43 |
| 17.  | Alma Juventus Fano 1906       | 38 | 11 | 10 | 17 | 41 | 55 | 43 |
| 18.  | FC Forli                      | 38 | 12 | 9  | 17 | 41 | 55 | 40 |
| 19.  | AC Lumezzane                  | 38 | 10 | 10 | 18 | 36 | 59 | 38 |
| 20.  | US Ancona 1905 2              | 38 | 9  | 9  | 20 | 42 | 56 | 36 |

Poznámky
- Z = Odehrané zápasy; V = Vítězství; R = Remízy; P = Prohry; VG = Vstřelené góly; OG = Obdržené góly; B = Body
- za výhru 3 body, za remízu 1 bod, za prohru 0 bodů.
- 1  SS Maceratese byly odečteny 4 body.
- 2  SS Sambenedettese, Santarcangelo Calcio a US Ancona 1905 byl jim odečten 1 bod.

|  | Přímý postup do Serie B 2017/18 |
|  | Play off                        |
|  | Play out                        |
|  | Přímý sestup do Serie D 2017/18 |

### Play out
Boj o udržení v Lega Pro.
AC Lumezzane – SS Teramo Calcio 1:1, 0:0

FC Forli – Alma Juventus Fano 1906 1:1, 0:2
Sestup do Serie D 2017/18 měli kluby AC Lumezzane a FC Forli.

## Skupina C
| Poř. | Tým                         | Z  | V  | R  | P  | VG | OG | B  |
| ---- | --------------------------- | -- | -- | -- | -- | -- | -- | -- |
| 1.   | Foggia Calcio               | 38 | 25 | 10 | 3  | 70 | 29 | 85 |
| 2.   | US Lecce                    | 38 | 21 | 11 | 6  | 62 | 36 | 74 |
| 3.   | SS Matera Calcio            | 38 | 18 | 11 | 9  | 71 | 44 | 65 |
| 4.   | SS Juve Stabia              | 38 | 18 | 10 | 10 | 65 | 43 | 64 |
| 5.   | Virtus Francavilla Calcio   | 38 | 16 | 9  | 13 | 47 | 45 | 57 |
| 6.   | Siracusa Calcio             | 38 | 16 | 9  | 13 | 47 | 43 | 57 |
| 7.   | Cosenza Calcio              | 38 | 15 | 10 | 13 | 57 | 46 | 55 |
| 8.   | Paganese Calcio 1926 4      | 38 | 14 | 9  | 15 | 54 | 45 | 50 |
| 9.   | Casertana FC 3              | 38 | 13 | 12 | 13 | 38 | 42 | 49 |
| 10.  | Fondi Calcio 4              | 38 | 11 | 17 | 10 | 49 | 46 | 49 |
| 11.  | Calcio Catania 1            | 38 | 14 | 12 | 12 | 40 | 36 | 47 |
| 12.  | SS Fidelis Andria 1928      | 38 | 10 | 17 | 11 | 30 | 33 | 47 |
| 13.  | Urbs Reggina 1914           | 38 | 10 | 15 | 13 | 44 | 54 | 45 |
| 14.  | ACR Messina 2               | 38 | 12 | 10 | 16 | 38 | 52 | 42 |
| 15.  | SS Monopoli 1966            | 38 | 9  | 15 | 14 | 42 | 54 | 42 |
| 16.  | SS Akragas Città dei Templi | 38 | 9  | 12 | 17 | 30 | 47 | 39 |
| 17.  | US Vibonese Calcio          | 38 | 9  | 12 | 17 | 27 | 46 | 39 |
| 18.  | US Catanzaro 1929 2         | 38 | 9  | 11 | 18 | 36 | 49 | 38 |
| 19.  | AS Melfi 4                  | 38 | 9  | 8  | 21 | 38 | 68 | 34 |
| 20.  | FC Taranto 1927             | 38 | 6  | 12 | 20 | 25 | 49 | 30 |

Poznámky
- Z = Odehrané zápasy; V = Vítězství; R = Remízy; P = Prohry; VG = Vstřelené góly; OG = Obdržené góly; B = Body
- za výhru 3 body, za remízu 1 bod, za prohru 0 bodů.
- 1  Calcio Catania bylo odečteno 7 bodů.
- 2  ACR Messina byly odečteny 4 body.
- 3  Casertana FC byly odečteny 2 body.
- 4  Paganese Calcio 1926, Fondi Calcio a AS Melfi byl jim odečten 1 bod.

|  | Přímý postup do Serie B 2017/18 |
|  | Play off                        |
|  | Play out                        |
|  | Přímý sestup do Serie D 2017/18 |

### Play out
Boj o udržení v Lega Pro Prima Divisione.
AS Melfi – SS Akragas Città dei Templi 1:1, 1:1

US Catanzaro 1929 – US Vibonese Calcio 3:2, 1:1
Sestup do Serie D 2017/18 měli kluby AS Melfi a US Vibonese Calcio.

## Play off
Boj o postupující místo do Serie B 2017/18.

### 1. předkolo
US Arezzo – AS Lucchese Libertas 1905 1:2

AS Livorno Calcio – AC Renate 2:1

AS Giana Erminio – AS Viterbese Castrense 2:2

Piacenza Calcio 1919 – Calcio Como 2:1

AS Gubbio 1910 – SS Sambenedettese 2:3

Pordenone Calcio – Bassano Virtus 55 Soccer Team 2:1

Calcio Padova – UC AlbinoLeffe 1:3

AC Reggiana 1919 – Feralpisalò 2:2

Virtus Francavilla Calcio – Fondi Calcio 0:0

SS Juve Stabia – Calcio Catania 0:0

Siracusa Calcio – Casertana FC 0:2

Cosenza Calcio – Paganese Calcio 1926 2:0
- tučné znamená postup

### 2. předkolo
AC Reggiana 1919 – SS Juve Stabia 2:1, 0:0

AS Giana Erminio – Pordenone Calcio 2:1, 1:3

Casertana FC – US Alessandria Calcio 1912 1:1, 1:3

Piacenza Calcio 1919 – Parma Calcio 1913 0:0, 0:2

SS Sambenedettese – US Lecce 1:1, 0:0

Cosenza Calcio – SS Matera Calcio 2:1, 1:1

Virtus Francavilla Calcio – AS Livorno Calcio 0:0, 0:0

AS Lucchese Libertas 1905 – UC AlbinoLeffe 1:0, 0:0

### Čtvrtfinále
Parma Calcio 1913 – AS Lucchese Libertas 1905 2:1, 2:1

US Lecce – US Alessandria Calcio 1912 1:1, 0:0 (5:4 na pen.)

Pordenone Calcio – Cosenza Calcio 1:0, 0:0

AS Livorno Calcio – AC Reggiana 1919 1:2, 2:2 (prodl.)

### Semifinále
Parma Calcio 1913 – Pordenone Calcio 1:1 (5:4 na pen.)

US Alessandria Calcio 1912 – AC Reggiana 1919 2:1

### Finále
Parma Calcio 1913 – US Alessandria Calcio 1912 2:0
Postup do Serie B 2017/18 vyhrál tým Parma Calcio 1913.